# Sociaal secretariaat
Een sociaal secretariaat is in België een organisatie die voor andere bedrijven of werkgevers een aantal administratieve taken afhandelt. Het gaat om de combinatie van diensten in zowel het domein van de salarisadministratie en het personeelsbeleid als van het sociaal juridisch advies.
Van een sociaal secretariaat worden de volgende diensten verwacht:
- loonberekening, inclusief bedrijfsvoorheffing, vakantiegeld, eindejaarspremies, opzegvergoedingen en andere aanvullingen
- genereren van de bijbehorende sociale documenten, zoals loonbon en C4
- administratie rond arbeidsongeschiktheid, ziekteverzuim, betaald educatief verlof, tijdskrediet, brugpensioen etc.
- genereren van de nodige documenten en elektronische aangiften voor de overheid, zoals RSZ-berekeningen, aangifte bedrijfsvoorheffing, de onmiddellijke elektronische aangifte van aanwerving en uitdiensttreding (Dimona) en de multifunctionele aangifte (DmfA) van loon- en arbeidstijdgegevens
- innen en doorstorten van de bijdragen voor de Rijksdienst Sociale Zekerheid
- innen en doorstorten van de bedrijfsvoorheffing
- sociaal juridisch advies voor de werkgever rond aanwerving, afwezigheden en ontslag

Zo'n 90% van de Belgische bedrijven maakt gebruik van de diensten van een sociaal secretariaat. Een sociaal secretariaat dient erkend te worden door de Rijksdienst voor Sociale Zekerheid (RSZ). 36 sociale secretariaten (inclusief bijkantoren) waren eind 2014 erkend. Ze zijn gegroepeerd in de Unie van Erkende Sociale Secretariaten (USS).

## Lijst van sociale secretariaten in België
Enkele bekende sociale secretariaten in België zijn onderstaande organisaties.
- Acerta
- Attentia
- Group S
- Liantis
- Partena Professional
- SD Worx
- Securex
- Xerius